# La Mambla d'Orís
La Mambla d'Orís és un nucli de població i una antiga colònia tèxtil del municipi d'Orís (Osona), al peu del riu Ter, entre Borgonyà i l'Espona. Es troba al km 78 de la C-17. Segons idescat (2011) hi residien 9 habitants.

## Història
L'any 1881 la societat Fath i Vehil va obtenir el permís per construir una colònia industrial al terme d'Orís, prop de la masia i església de La Mambla, d'on prové el nom de la colònia. Un cop van acabar les obres hidràuliques, es van vendre el conjunt de la colònia a Ramon Compte i Cristòfol Viladomat. En la seva millor època, la colònia va arribar a tenir 200 habitants. Els aiguats de 1940 van causar desperfectes importants a la colònia. En l'actualitat a l'antiga fàbrica de la Mambla hi ha instal·lada una factoria, "Triplassa", que es dedica a la fabricació de cons i tubs de plàstics destinats a la indústria tèxtil.

## Descripció
Actualment no queda pràcticament res de les estructures fabrils originals, i els edificis han estat adaptats per la indústria actual. Són remarcables les instal·lacions hidràuliques, encara en funcionament, formades per la resclosa i un canal imponent, les quals s'utilitzen per produir 550 kW/h per al subministrament energètic de l'empresa mitjançant la minicentral hidroelèctrica.
La resclosa és feta de còdols i ciment, amb refeccions posteriors de ciment, de forma recta, amb la paret exterior considerablement inclinada i una altura d'uns tres metres. La casa comporta i el canal es troben a la banda dreta. El canal és d'uns 6 m d'ample i uns 600 m de llarg, arrenca del costat dret de la resclosa i, allunyant-se del riu, que aquí fa un meandre, experimenta un recorregut en forma de L i arriba directe a la fàbrica, després de passar per sota de dos ponts, el de la C-17 i el d'accés a la fàbrica; de tal manera que el recorregut del canal estableix com una drecera entre les dues bandes del meandre.
Pel que fa a les edificacions, La Mambla disposa d'una capella, la Mare de Déu de Gràcia, amb un petit cementiri. Actualment tant la capella com el cementiri estan tancats.
L'entorn té un gran valor ecològic, amb bosc de ribera, on hi ha plantacions de pollancres, plàtans, i també s'hi troben àlbers, salzes i altres.